# Kütahya (Kirsche)
Kütahya ist eine jahrhundertealte anatolische Lokalsorte der Sauerkirsche (Prunus cerasus). Es handelt sich um ein Formengemisch, aus dem auch einzelne Hochleistungs-Klone selektiert wurden. Sie ist die bedeutendste Sauerkirschsorte in der Türkei, die sich nach den 1990er Jahren zum größten Sauerkirschproduktionsland der Welt entwickelt hat. Im Jahr 2012 wurden dort 16 % der weltweiten 1.161.312 Tonnen Gesamtproduktion an Sauerkirschen erzeugt. Sie wird im ganzen Land angebaut, wobei sich Schwerpunkte bei den Städten Afyonkarahisar, Kütahya, Konya, Ankara und Manisa finden, wo besonders günstige klimatische Bedingungen herrschen. Kütahya-Früchte werden hauptsächlich verarbeitet.
Die Bäume sind starkwüchsig und selbstfruchtbar. Sie kommen spät in Ertrag, der geringer ausfällt als bei der Montmorency. Die mittelstarkwüchsige Unterlagen-Sorte CAB-6P zeigt gute Kompatibilität. Die platzfesten Früchte hängen an langen Stängeln. Sie sind sehr groß (5,1 bis 6,3 Gramm Durchschnittsgewicht) und haben zum Stempelpunkt hin eine leichte Spitze. Ihre dünne Fruchthaut ist dunkelrot. Ihr Fleisch ist sauer und sehr saftig. Der Saft erreicht einen Gehalt an gelösten Feststoffen (TSS) von 17 %.